# Zeynep Gedizlioğlu
Zeynep Gedizlioğlu (* 4. Dezember 1977 in Izmir) ist eine türkische Komponistin zeitgenössischer Musik.

## Leben und Werk
Gedizlioğlu studierte Komposition bei Cengiz Tanc in Istanbul, Theo Brandmüller in Saarbrücken und bei Ivan Fedele in Straßburg. Vom Wintersemester 2007 bis 2009 studierte sie bei Wolfgang Rihm in Karlsruhe.
Die Musikerin komponierte mehrere Auftragswerke, beispielsweise für das Arditti Quartett. Im Auftrag von Seda Röder schuf sie eines von sechs Werken für Solopiano für Röders Projekt Istanbul hören – eine Begegnung mit zeitgenössischer türkischer Musik (2010) im Rahmen von Istanbul 2010. Auch schreibt sie Bühnenmusiken. Daneben hat sie zahlreiche Auftritte auf Festivals für Neue Musik.
Gedizlioğlus Kompositionen wurden von internationalen Interpreten wie dem Ensemble recherche und dem Ensemble Accroche Note aufgeführt. Das Ulucan-Trio nahm 2009 eine ihrer Kompositionen neben Stücken von Fazıl Say und İnci Yakar auf CD auf (Salon Romantique Turque).
Gedizlioğlu ist Trägerin einer Reihe von Auszeichnungen. So erhielt sie u. a. den Franz-Liszt-Förderpreis der Hochschule für Musik Franz Liszt Weimar und mehrere Stipendien. 2012 wurde sie mit dem Komponisten-Förderpreis des Ernst von Siemens Musikpreises ausgezeichnet.
Darüber hinaus wirkte Gedizlioğlu 2009 als prominente Deutschtürkin an der SWR2-Reihe Türkisch lernen mit Lilo von Plüskow mit.

## Auszeichnungen
- 2019: Kunstpreis Berlin für Musik/Komposition[5]
- 2022: Musikautor*innenpreis der Gema in der Kategorie Komposition Kammermusik[6]